# Bassan
Bassan is een gemeente in het Franse departement Hérault (regio Occitanie). De plaats maakt deel uit van het arrondissement Béziers. Bassan telde op 1 januari 2022 2.353 inwoners.

## Geografie
De oppervlakte van Bassan bedroeg op 1 januari 2022 6,79 vierkante kilometer; de bevolkingsdichtheid was toen 346,5 inwoners per km².

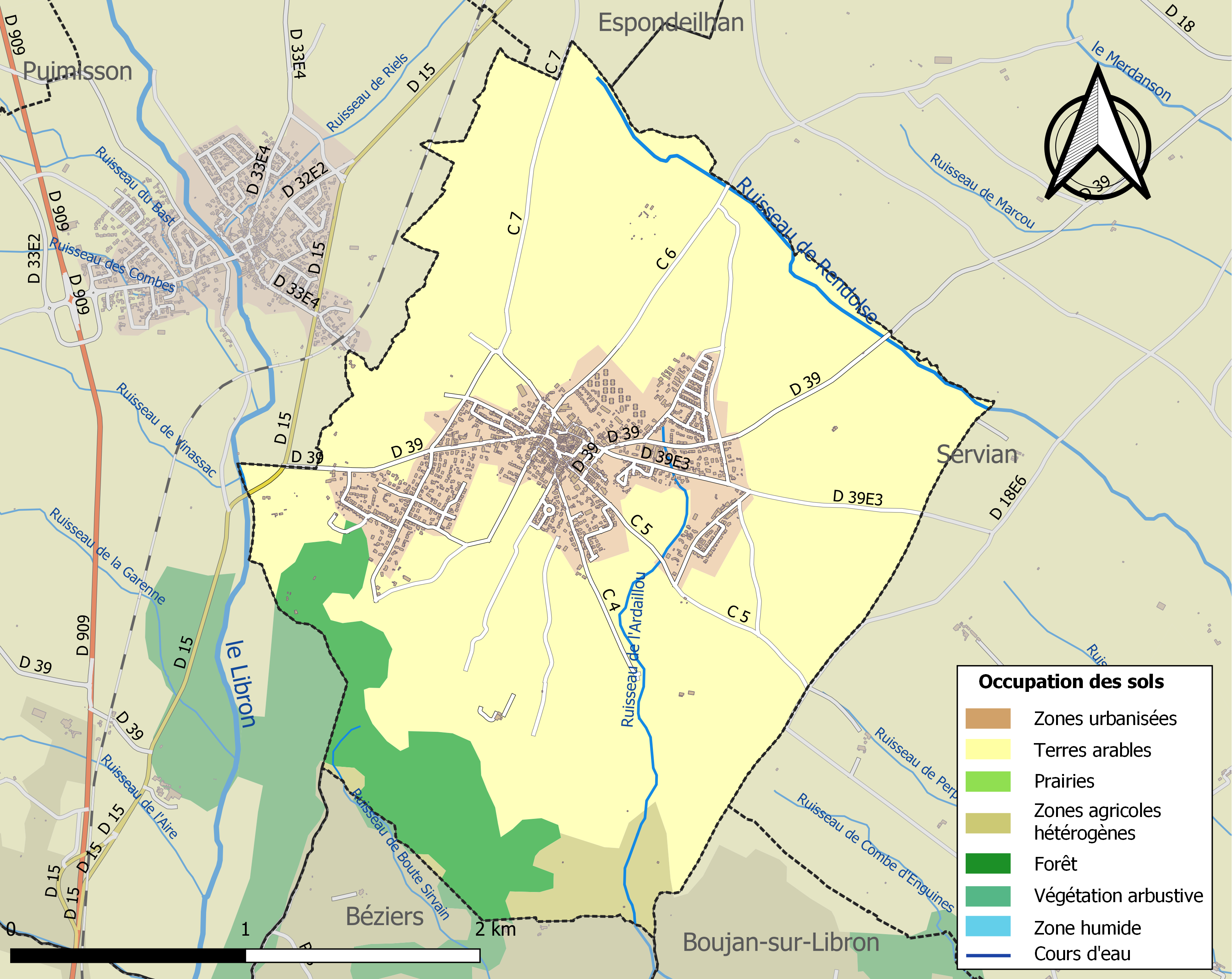
Kaart van de gemeente met belangrijkste infrastructuur, bodemgebruik en omliggende gemeenten

## Demografie
Onderstaande figuur toont het verloop van het inwonertal (bron: INSEE-tellingen).